# Alejandro Damián Domínguez
Alejandro Damián Domínguez (Lanús, 10 giugno 1981) è un ex calciatore argentino, di ruolo trequartista.
È soprannominato El Chori , non per le sue doti balistiche.

## Carriera

### Club

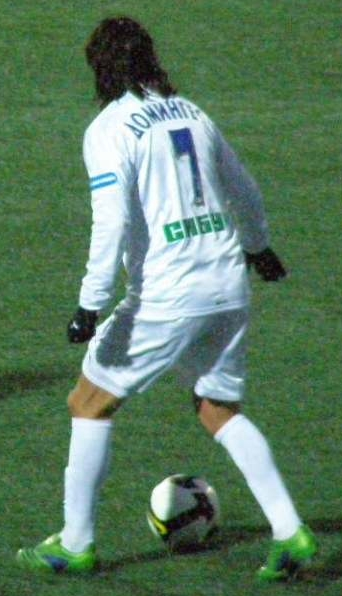
Domínguez in azione con la maglia numero 7

Alejandro Domínguez fa il suo debutto con il Quilmés. Nel 2001 viene notato dal River Plate, e fino al 2004 fa parte della rosa del club Millonario. Il trasferimento in Russia, al Rubin (1.320.000 £), lo vede disputare delle buone stagioni con 21 reti in 63 partite. Il 18 dicembre 2006 viene acquistato dallo Zenit San Pietroburgo per 7 milioni di euro, dove vince la Coppa UEFA 2007-2008. Il 13 marzo 2009 tornato al Rubin per 4 milioni di euro, vince il campionato nel 2009 ed è eletto miglior giocatore del campionato russo. Il giocatore nell'estate 2009 viene accostato alla Juventus, per poi trasferirsi il 14 dicembre al Valencia firmando un contratto di 3 anni e mezzo. L'11 luglio 2011 torna, dopo sette anni, al River Plate. Il 16 agosto 2012 si trasferisce al Rayo Vallecano de Madrid, squadra di Madrid. Il 2 luglio 2013, passa all'Olympiacos.

### Nazionale
Con la nazionale argentina Under-20 ha vinto il campionato del mondo 2001 di categoria.

## Statistiche

### Presenze e reti nei club
Statistiche aggiornate al 30 giugno 2019.
| Stagione              | Squadra               | Campionato            | Campionato | Campionato | Coppe nazionali | Coppe nazionali | Coppe nazionali | Coppe continentali | Coppe continentali | Coppe continentali | Altre coppe | Altre coppe | Altre coppe | Totale | Totale |
| Stagione              | Squadra               | Comp                  | Pres       | Reti       | Comp            | Pres            | Reti            | Comp               | Pres               | Reti               | Comp        | Pres        | Reti        | Pres   | Reti   |
| --------------------- | --------------------- | --------------------- | ---------- | ---------- | --------------- | --------------- | --------------- | ------------------ | ------------------ | ------------------ | ----------- | ----------- | ----------- | ------ | ------ |
| 2004                  | Rubin                 | PL                    | 18         | 2          | KR              | 0               | 0               | -                  | -                  | -                  | -           | -           | -           | 18     | 2      |
| 2005                  | Rubin                 | PL                    | 22         | 6          | KR              | 0               | 0               | -                  | -                  | -                  | -           | -           | -           | 22     | 6      |
| 2006                  | Rubin                 | PL                    | 23         | 13         | KR              | 0               | 0               | -                  | -                  | -                  | -           | -           | -           | 23     | 13     |
| 2007                  | Zenit San Pietroburgo | PL                    | 24         | 3          | KR              | 4               | 3               | CU                 | 7                  | 0                  | -           | -           | -           | 35     | 6      |
| 2008                  | Zenit San Pietroburgo | PL                    | 22         | 4          | KR              | 1               | 0               | UCL+CU             | 4+0                | 0                  | SR+SU       | 0+1         | 0           | 28     | 4      |
| Totale Zenit          | Totale Zenit          | Totale Zenit          | 46         | 7          |                 | 5               | 3               |                    | 11                 | 0                  |             | 1           | 0           | 63     | 10     |
| 2009                  | Rubin Kazan'          | PL                    | 23         | 16         | KR              | 2               | 0               | UCL                | 6                  | 2                  | -           | -           | -           | 31     | 18     |
| Totale Rubin Kazan'   | Totale Rubin Kazan'   | Totale Rubin Kazan'   | 86         | 37         |                 | 2               | 0               |                    | 6                  | 2                  |             | -           | -           | 94     | 39     |
| gen.-giu. 2010        | Valencia              | PD                    | 13         | 0          | CR              | 1               | 0               | UEL                | -                  |                    | -           | -           | -           | 14     | 0      |
| 2010-2011             | Valencia              | PD                    | 9          | 0          | CR              | 1               | 0               | UCL                | 6                  | 1                  | -           | -           | -           | 16     | 1      |
| Totale Valencia       | Totale Valencia       | Totale Valencia       | 22         | 0          |                 | 2               | 0               |                    | 6                  | 1                  |             | -           | -           | 30     | 1      |
| 2011-2012             | River Plate           | BN                    | 34         | 4          | CA              | 2               | 1               | -                  | -                  | -                  | -           | -           | -           | 36     | 5      |
| 2012-2013             | Rayo Vallecano        | PD                    | 33         | 5          | CR              | 0               | 0               | -                  | -                  | -                  | -           | -           | -           | 33     | 5      |
| 2013-2014             | Olympiacos            | SL                    | 23         | 5          | CG              | 7               | 3               | UCL                | 8                  | 3                  | -           | -           | -           | 38     | 11     |
| 2014-2015             | Olympiacos            | SL                    | 30         | 15         | CG              | 5               | 1               | UCL+UEL            | 6+2                | 1+1                | -           | -           | -           | 43     | 18     |
| 2015-2016             | Olympiacos            | SL                    | 18         | 5          | CG              | 3               | 2               | UCL+UEL            | 3+2                | 0                  | -           | -           | -           | 26     | 7      |
| 2016-2017             | Olympiacos            | SL                    | 11         | 3          | CG              | 2               | 0               | UCL+UEL            | 2+3                | 0+1                | -           | -           | -           | 18     | 4      |
| Totale Olympiakos     | Totale Olympiakos     | Totale Olympiakos     | 82         | 28         |                 | 17              | 6               |                    | 26                 | 6                  |             | -           | -           | 125    | 40     |
| 2017-2018             | Rayo Vallecano        | PD                    | 19         | 2          | CR              | 1               | 0               | -                  | -                  | -                  | -           | -           | -           | 20     | 2      |
| Totale Rayo Vallecano | Totale Rayo Vallecano | Totale Rayo Vallecano | 52         | 7          |                 | 1               | 0               |                    | -                  | -                  |             | -           | -           | 53     | 7      |
| Totale carriera       | Totale carriera       | Totale carriera       | 323        | 83         |                 | 29              | 10              |                    | 49                 | 9                  |             | 1           | 0           | 401    | 102    |

## Palmarès

### Club

#### Competizioni nazionali
- Campionato argentino: 2

River Plate: Clausura 2002, Clausura 2003
- Campionato russo: 2

Zenit: 2007
Rubin Kazan: 2009
- Supercoppa di Russia: 1

Zenit: 2008
- Primera B Nacional: 1

River Plate: 2011-2012
- Campionato greco: 4

Olympiakos: 2013-2014, 2014-2015, 2015-2016, 2016-2017
- Coppa di Grecia: 1

Olympiakos: 2014-2015

#### Competizioni internazionali
- Coppa UEFA: 1

Zenit: 2007-2008
- Supercoppa UEFA: 1

Zenit: 2008

### Nazionale
- Campionato mondiale Under-20: 1

2001

### Individuale
- Calciatore russo dell'anno: 1

2009
- Calciatore straniero dell'anno del campionato greco: 1

2015